# 677
Раннє Середньовіччя. Триває чума Юстиніана. У Східній Римській імперії триває правління Костянтина IV. Більшу частину території Італії займає Лангобардське королівство, деякі області належать Візантії. Франкське королівство розділене між правителями з династії Меровінгів. Іберію займає Вестготське королівство. В Англії триває період гептархії. Авари та слов'яни утвердилися на Балканах. Центр Аварського каганату лежить у Паннонії. На території сучасних Словенії та Австрії існує слов'янське князівство Карантанія.
Омеядський халіфат займає Аравійський півострів, Сирія, Палестина, Персія, Єгипет, частина Північної Африки. У Китаї триває правління династії Тан. Індія роздроблена. У Японії триває період Ямато. Хазарський каганат підпорядкував собі кочові народи на великій степовій території між Азовським морем і Аралом.
На території лісостепової України в VII столітті виділяють пеньківську й празьку археологічні культури. У VII столітті тривало швидке розселення слов'ян. У Північному Причорномор'ї співіснують різні кочові племена, зокрема булгари, хозари, алани, авари, тюрки.

## Події
- Триває облога Константинополя арабами. Візантійці відігнали арабський флот грецьким вогнем.
- Візантійський василевс Костянтин IV підписав мир із Лангобардським королівством.
- Після сутички близ Лангра між Австразією та Нейстрію Теодоріх III зібрав раду для встановлення миру в Франкському королівстві.
- Оногури, втікаючи від хозарів, добралися до Паннонії.